# Siège de Querétaro
Expédition du Mexique
Batailles
- Fortín
- Las Cumbres
- 1er Puebla
- Barranca Seca
- Cerro del Borrego
- Tampico
- 2e Puebla
- Atlixco
- San Pablo del Monte
- San Lorenzo
- Totoapan
- Morelia
- Campeche
- Veranos
- Tacámbaro
- La Loma
- Parral
- Chihuahua
- Álamos
- Ixmiquilpan
- Bagdad
- Camargo
- Miahuatlán
- Carbonera
- Guayabo
- Villa de Álvarez
- San Jacinto
- Querétaro

Le siège de Querétaro a lieu du 6 mars au 15 mai 1867, après le départ des Français, lors de l'Expédition du Mexique. Refusant d'abdiquer, Maximilien de Habsbourg choisit la ville de Querétaro pour affronter les troupes de Benito Juárez.

## Déroulement
Dernière ville avant la capitale Mexico, en venant du nord ou de l'ouest, d'où arrivaient les troupes républicaines, Querétaro pouvait facilement être mise en défense.
Le 19 février 1867, l'empereur y arrive, et en fait le « point de regroupement » des forces impériales qui s'élèvent à 8 ou 9 000 hommes. Malgré un plan d'offensive décidé le 26 février, l'armée impériale reste sur place. Et le 5 mars le siège débute.
L'armée républicaine du général Escobedo, comprenait des mercenaires américains et disposait du matériel donné par les États-Unis d'Amérique après la guerre de Sécession qui venait de se terminer. Leurs forces s'élèvent alors à 40 000 hommes.
Les combats débutent le 12 mars. Ils sont particulièrement rudes le 14 et le 17.
Le 22, le général Márquez est envoyé quérir des renforts à Mexico. Il ne reviendra pas à temps.
Le 10 avril, Maximilien donne une fête pour célébrer l'anniversaire de son acceptation du trône.
Le « dernier affrontement d'envergure » eut lieu le 26 avril.
Le 14 mai Maximilien décide une sortie pour rejoindre Mexico.
C'est dans la nuit du 14 au 15 mai qu'il fut trahi par le colonel Miguel López, qui laisse les forces républicaines s'emparer des retranchements impériaux, permettant ainsi la prise de la ville sans combat. Maximilien est alors arrêté.
Il est jugé, condamné à mort le 14 juin et fusillé avec les généraux Tomás Mejía et Miguel Miramón le 19 juin 1867. Son exécution a donné lieu à une célèbre illustration imaginaire...(à comparer avec les photographies de l'exécution) d'Édouard Manet, L'exécution de l'Empereur Maximilien du Mexique, réalisée dès 1867.